# Râul Băiașu
Râul Băiașu este un curs de apă, afluent al râului Olt.  

## Hărți
- Harta Munții Cozia [nefuncțională – arhivă]